# Maria Canins
Maria Canins (Badia, 4 de junio de 1949) es una deportista italiana que compitió en esquí de fondo, ciclismo y triatlón.
Ganó seis medallas en el Campeonato Mundial de Ciclismo en Ruta entre los años 1982 y 1989. Además, obtuvo dos medallas en el Campeonato Mundial de Triatlón de Invierno en los años 1997 y 1999.

## Trayectoria
Canins fue esquiadora de fondo entre 1969 y 1988. Campeona de Italia en 15 ocasiones, fue la primera italiana en ganar la carrera Vasaloppet en Suecia y en imponerse desde 1979 hasta 1988 10 veces la Marcialonga. Estuvo casada con el esquiador de fondo Bruno Bonaldi (1944-2016), miembro del equipo en el campeonato mundial del Trofeo Mezzalama en 1975.
Se pasó al ciclismo con 32 años, lo que no le impidió conseguir notables éxitos: seis medallas en los Campeonatos del Mundo, diez campeonatos italianos (entre ruta y contrarreloj), y numerosas carreras por etapas y de un día, entre las que destacan dos victorias (1985 y 1986) y tres segundos puestos en el Tour de Francia Femenino.
También se proclamó doble campeona mundial en triatlón de invierno.

## Medallero internacional
| Campeonato Mundial | Campeonato Mundial            | Campeonato Mundial | Campeonato Mundial       |
| Año                | Lugar                         | Medalla            | Competición              |
| ------------------ | ----------------------------- | ------------------ | ------------------------ |
| 1982               | Goodwood (Reino Unido)        | Medalla de plata   | Ruta                     |
| 1983               | Altenrhein (Suiza)            | Medalla de bronce  | Ruta                     |
| 1985               | Giavera del Montello (Italia) | Medalla de plata   | Ruta                     |
| 1988               | Ronse (Bélgica)               | Medalla de oro     | Contrerreloj por equipos |
| 1989               | Chambéry (Francia)            | Medalla de plata   | Contrerreloj por equipos |
| 1989               | Copenhague (Dinamarca)        | Medalla de bronce  | Ruta                     |

| Campeonato Mundial | Campeonato Mundial      | Campeonato Mundial | Campeonato Mundial |
| Año                | Lugar                   | Medalla            | Competición        |
| ------------------ | ----------------------- | ------------------ | ------------------ |
| 1997               | Malles Venosta (Italia) | Medalla de oro     | Individual         |
| 1999               | Bardonecchia (Italia)   | Medalla de oro     | Individual         |

## Palmarés en ciclismo
- 1982
  - Campeona de Italia en ruta
- 1984
  - Campeona de Italia en ruta 
  - 1a en el Trofeo Alfredo Binda
  - 1a en el Coors Classic y vencedora de una etapa
  - Vencedora de una etapa del Postgiro
- 1985
  - Campeona de Italia en ruta 
  - 1a en el Tour de Francia y vencedora de 5 etapas 
  - 1a en el Postgiro y vencedora de una etapa
- 1986
  - 1a en el Tour de Francia y vencedora de 5 etapas 
  - 1a en el Postgiro y vencedora de 2 etapas
- 1987
  - Campeona de Italia en ruta 
  - Campeona de Italia contrarreloj 
  - 1a en el Tour del Aude y vencedora de una etapa
  - 1a en el Giro de Friuli
  - Vencedora de 3 etapas en el Tour de Francia
- 1988
  - Campeona del mundo en contrarreloj por equipos  (con Monica Bandini, Roberta Bonanomi y Francesca Galli) 
  - Campeona de Italia en ruta
  - Campeona de Italia contrarreloj
  - 1a en el Giro de Italia y vencedora de una etapa 
  - 1a en la Crono de las Naciones
  - Vencedora de 2 etapas en el Tour de Francia
- 1989
  - Campeona de Italia en ruta 
  - Campeona de Italia contrarreloj 
  - 1a en la Crono de las Naciones
  - 1a en el Giro del Friuli
- 1990
  - Campeona de Italia contrarreloj 
  - 1a en el Tour de la Drôme y vencedora de 3 etapas
  - 1a en el Trofeo Alfredo Binda
  - Vencedora de una etapa en el Giro de Italia
- 1992
  - 1a en el Trofeo Alfredo Binda

## Reconocimientos
- En 2002 pasó a formar parte de la Sesión Inaugural del Salón de la Fama de la UCI.[7]